# Jon Björklund
Jon Björklund (Karlshamn, 16 marzo 1978) è un ex calciatore svedese, di ruolo centrocampista.

## Carriera

### Club
Björklund cominciò la carriera con le maglie di Karlshamn e Olofström, prima di essere ingaggiato dallo Halmstad. Nel corso del 2001, si trasferì al Kalmar, dove ebbe l'opportunità di giocare 24 incontri nell'Allsvenskan. Nel 2005, si trasferì ai norvegesi del Tønsberg, formazione all'epoca militante nella 1. divisjon. Esordì il 10 aprile, nella sconfitta casalinga per 1-2 contro lo Skeid. Restò in squadra fino al 2009.